# Michał Hernik
Michał Hernik (Krakau, 30 januari 1975 – nabij Chilecito, 6 januari 2015) was een Pools motorcoureur. 

## Biografie
Hernik studeerde marketing aan een wetenschappelijke universiteit in Krakau. Hij werkte als vertegenwoordiger voor een geneesmiddelenproducent. In de Dakar-rally 2015 kwam hij om het leven tijdens de etappe op weg naar Chilecito (La Rioja). Hernik werd 39 jaar.